# Zucaina

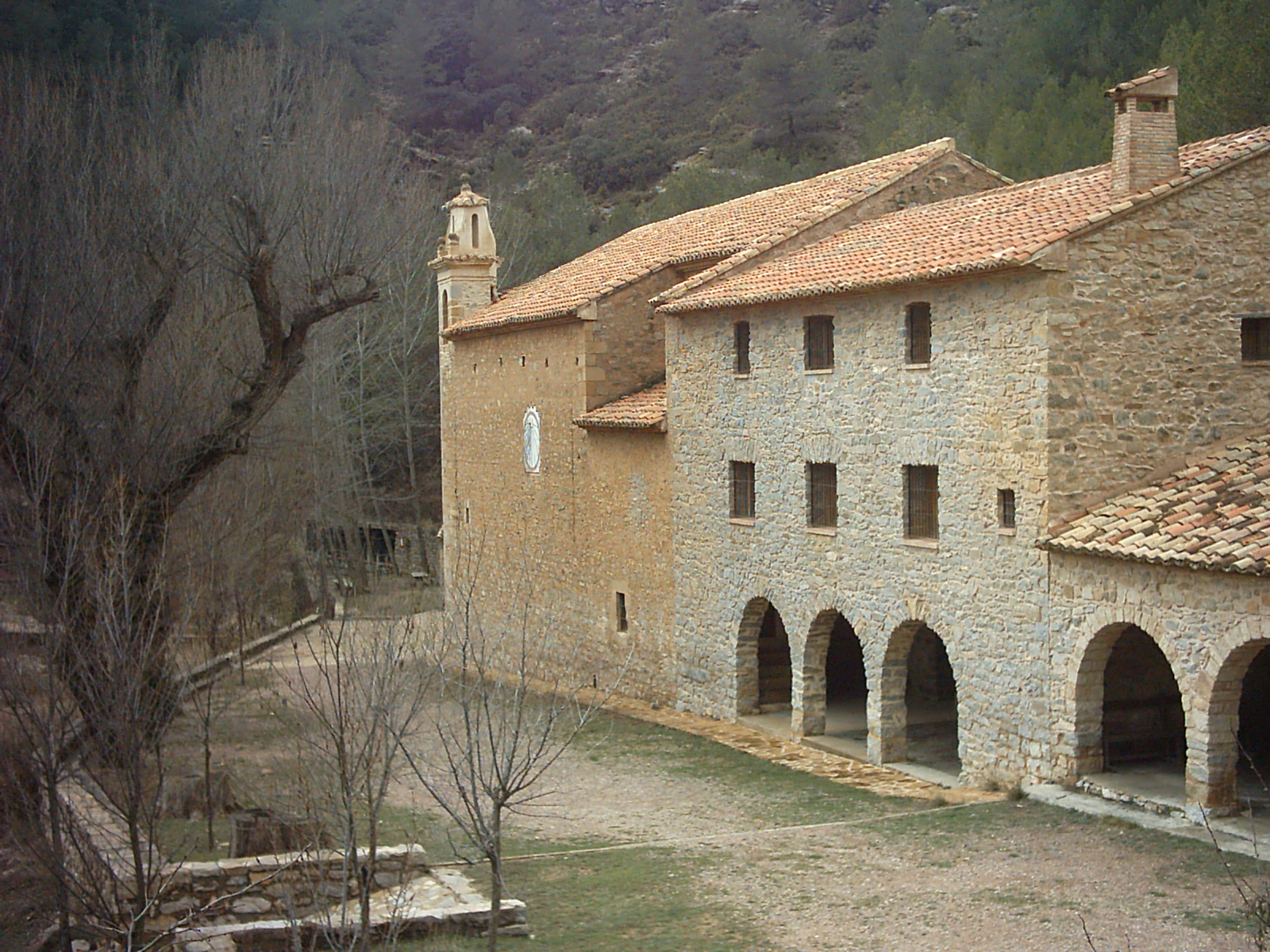
Ermita de Santa Ana (Zucaina)

Zucaina település Spanyolországban, Castellón tartományban. Zucaina Arañuel, Castillo de Villamalefa, Cirat, Cortes de Arenoso, Ludiente és Villahermosa del Río községekkel határos. Lakosainak száma 174 fő (2024).

## Népesség
A település népessége az elmúlt években az alábbi módon változott:
| Lakosok száma | 209  | 199  | 186  | 182  | 190  | 184  | 190  | 171  | 175  | 174  |
|               | 2001 | 2004 | 2006 | 2009 | 2011 | 2014 | 2016 | 2019 | 2021 | 2024 |

## További információk

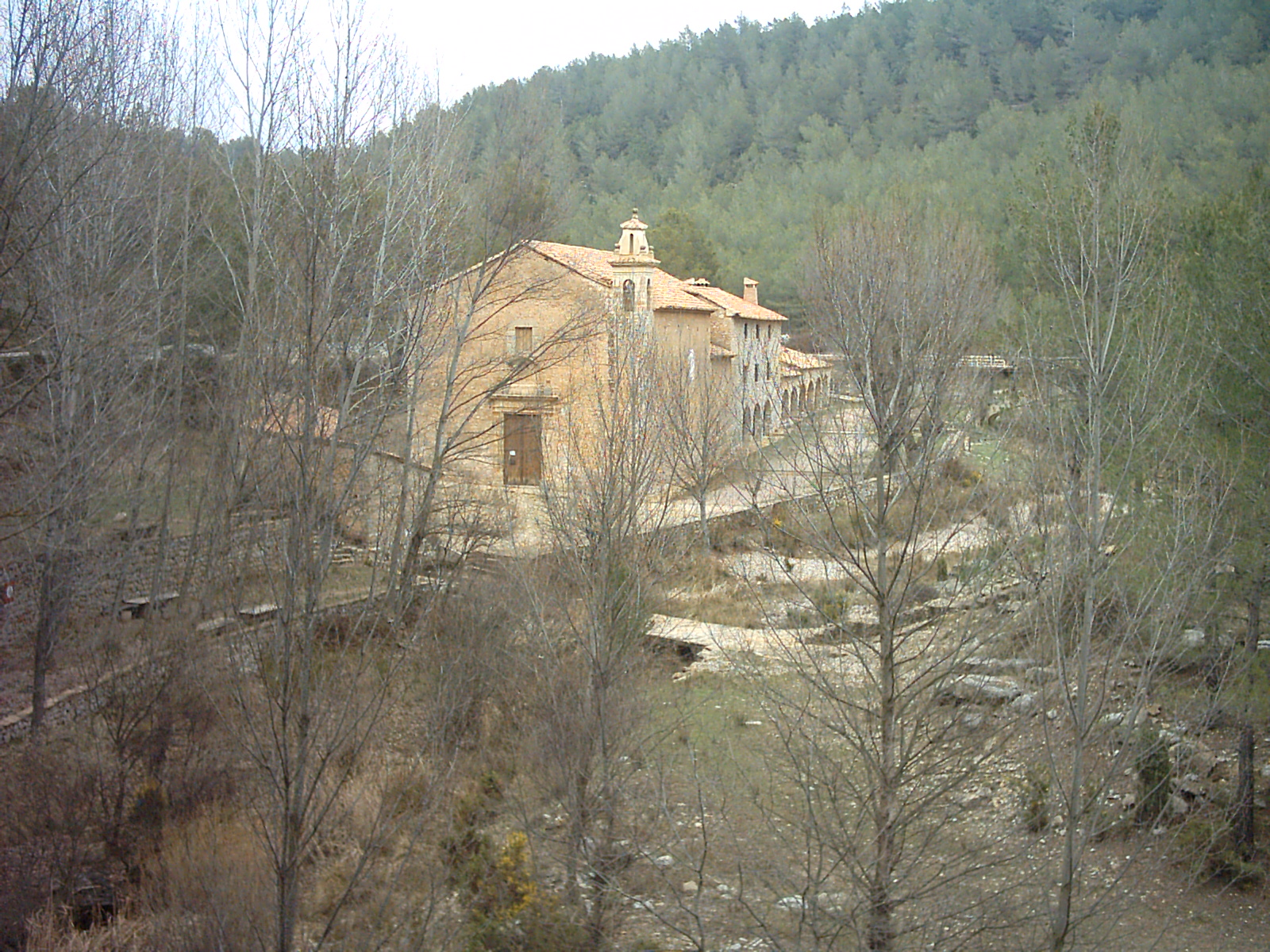
Ermita de Santa Ana (Zucaina)